# Langwedel (Holstein)
Langwedel è un comune di 1 569 abitanti dello Schleswig-Holstein, in Germania.
Appartiene al circondario (Kreis) di Rendsburg-Eckernförde (targa RD) ed è parte della comunità amministrativa (Amt) di Nortorfer Land.